# Seppois-le-Bas

Seppois-le-Bas este o comună în departamentul Haut-Rhin din estul Franței. În 2009 avea o populație de 1.164 de locuitori.

## Evoluția populației
| An        | 1975 | 1982 | 1990 | 1999 | 2006  | 2009  |
| --------- | ---- | ---- | ---- | ---- | ----- | ----- |
| Populație | 645  | 638  | 836  | 946  | 1.063 | 1.164 |